# Kloster Sylo (Sélestat)

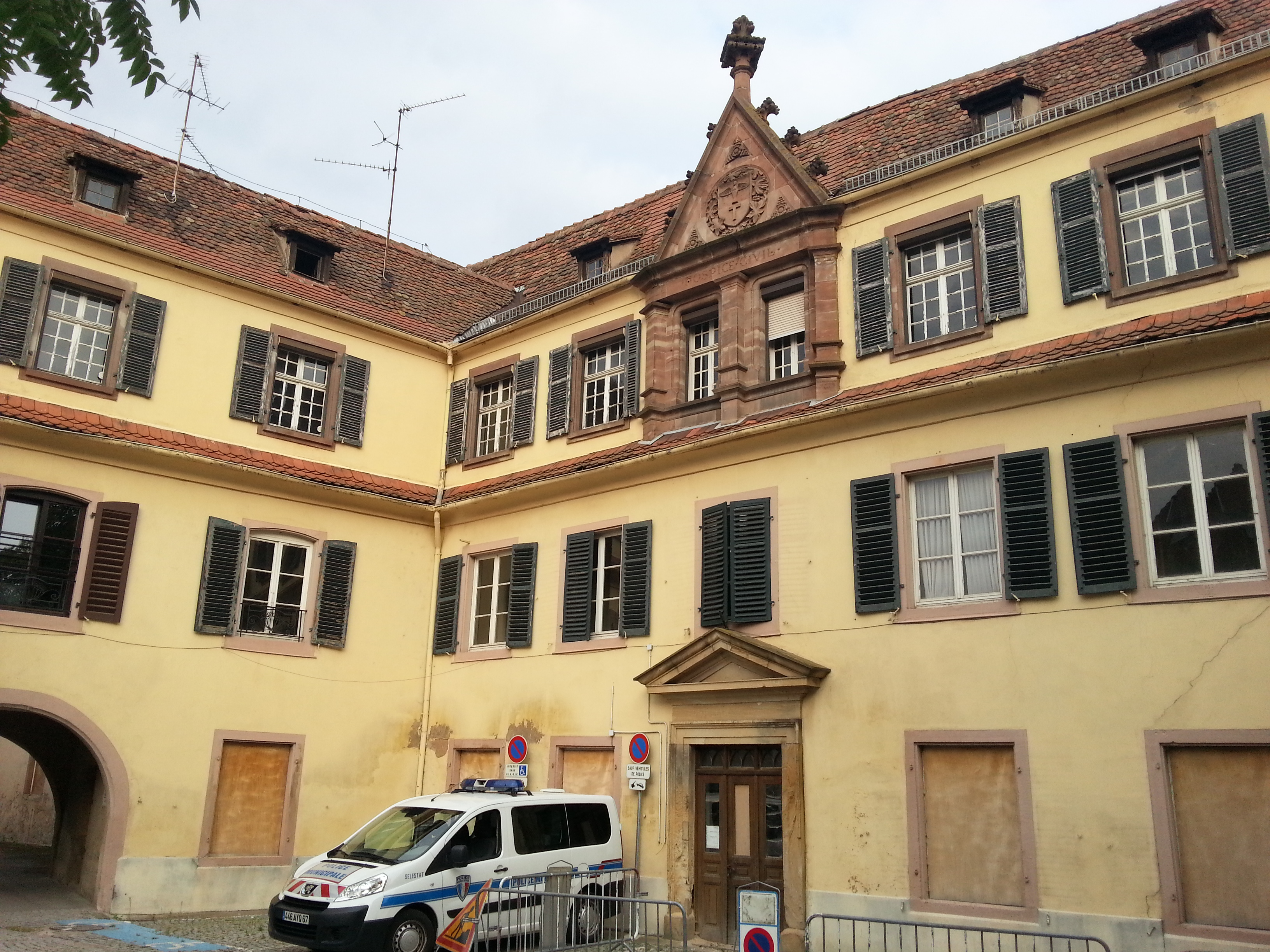
Schlettstatt, ehemaliges Dominikanerinnenkloster

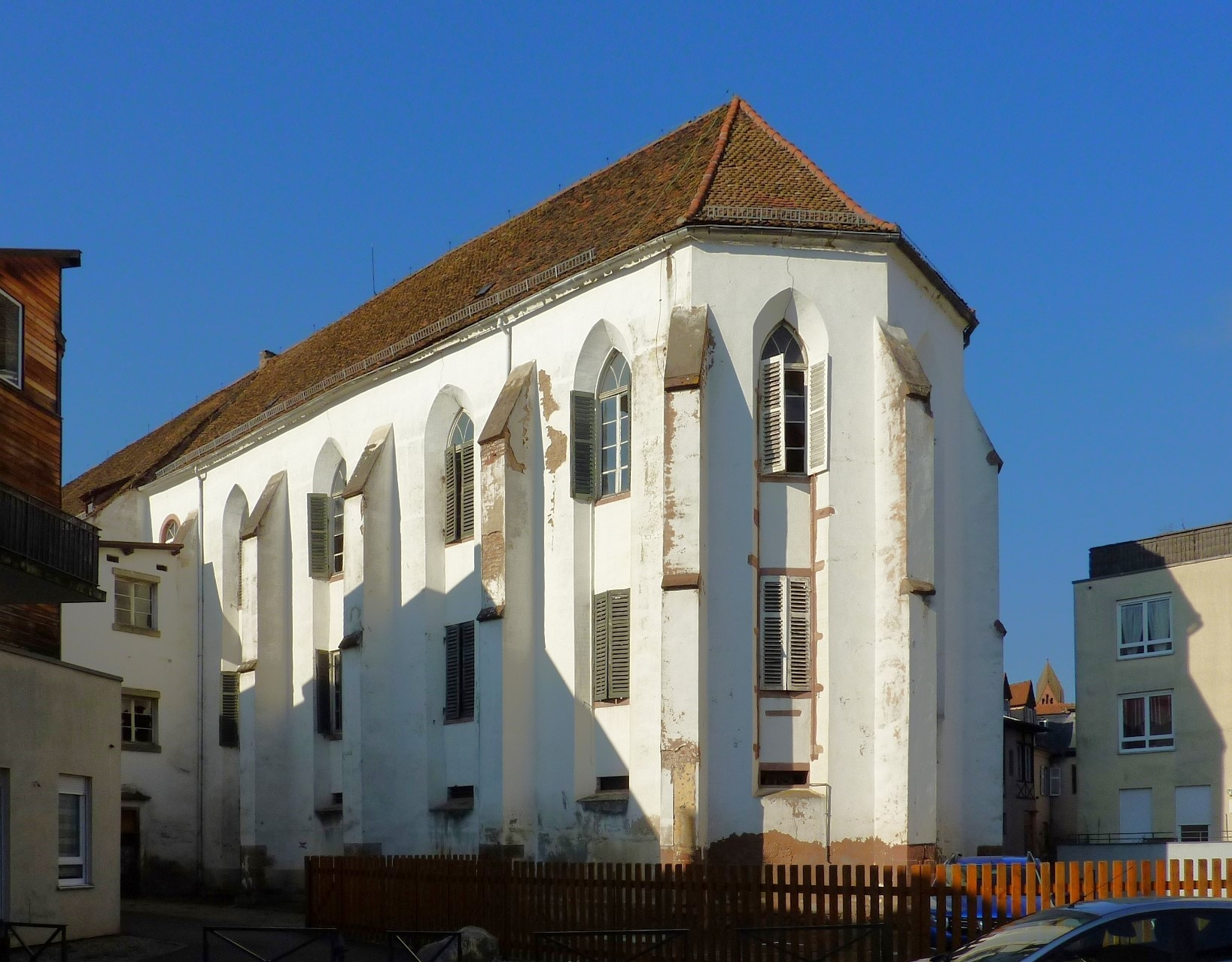
Die profanierte Klosterkirche, Ansicht von Südosten

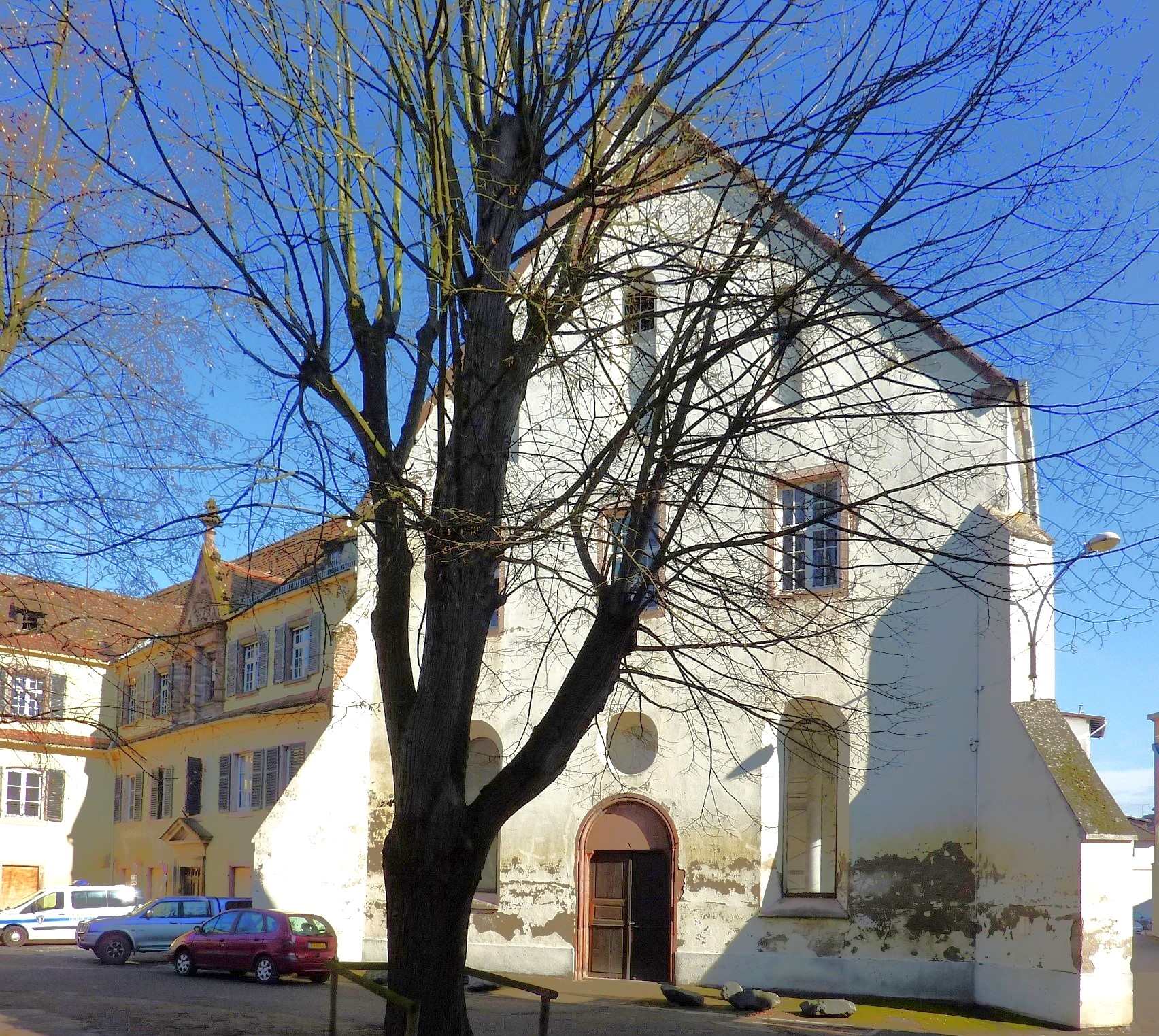
Die Fassade der Klosterkirche

Das Kloster Sylo war ein Dominikanerinnenkloster in Sélestat (Schlettstadt). Der Name stammt aus dem 1250 den Dominikanern übergebenen Kloster Sylo bei Ribeauvillé. Die erhaltenen Klostergebäude sind seit 2009 als Monument historique eingestuft.

## Geschichte
In den Jahren 1245 bis 1246 war das Kloster durch Papst Innozenz IV. dem Dominikanerorden unterstellt worden. 1258 bezogen Schwestern aus dem Kloster Sylo bei Rappoltsweiler das Kloster am Mühlbach bei Schlettstadt. 1263 brannte das erste hölzerne Klostergebäude ab. Die Schwestern fanden Zuflucht im 1224 gegründeten Kloster St. Margarete in Eckbolsheim. 1266 begannen sie mit dem Aufbau eines größeren Klosters. Die St.-Andreas-Kapelle weihte 1268 Albertus Magnus. 1286 waren die Bauten fertiggestellt. Die Betreuung erfolgte bis zur Gründung des Dominikanerklosters Schlettstadt um 1274 durch Dominikanerinnen von Freiburg im Breisgau aus. 1464 wurde das Kloster durch Schwestern aus dem Kloster St. Katharina in Colmar nach der Ordensregel reformiert. Es überstand die Reformation und bestand bis 1789. Im Zuge der Revolution wurden die Gebäude Staatseigentum und in ein Krankenhaus umgewandelt.

## Gebäude
Die Klosteranlage mit Kirche und dem auf unregelmäßigem Grundriss errichteten Kreuzgang in gotischen Formen ist weitgehend erhalten. Im Langhaus der Kirche wurde eine Zwischendecke eingezogen, im Untergeschoss befindet sich die Kapelle St-Quirin.